# شهرستان اصفهان
شهرستان اصفهان، یکی از شهرستان‌های استان اصفهان است. مرکز این شهرستان، شهر اصفهان است.

## موقعیت جغرافیایی
شهرستان اصفهان از غرب با شهرستان خمینی‌شهر و شهرستان نجف‌آباد و از جنوب غرب با شهرستان فلاورجان و شهرستان لنجان، از شرق با شهرستان کوهپایه، از جنوب شرقی با شهرستان جرقویه و از جنوب با شهرستان شهرضا و از شمال با شهرستان شاهین‌شهر همسایه است.

## تقسیمات جغرافیایی جدید
هیئت وزیران در جلسه ۱۴۰۰/۴/۲۷ به پیشنهاد شماره ۲۰۷۹۵۲ مورخ ۱۳۹۹/۱۲/۲۰ وزارت کشور و به استناد ماده ۱۳ قانون تعاریف و ضوابط تقسیمات کشوری ـ مصوب ۱۳۶۲، ایجاد چهار شهرستان جدید متشکل از بخش‌های سابق کوهپایه، بن‌رود، جرقویه و جلگه را به تصویب رساند. به این ترتیب شهرستان سابق اصفهان به پنج شهرستان جدید تقسیم شد.

## فرمانداری اصفهان
فرمانداری اصفهان یک نهاد دولتی وابسته به استانداری اصفهان و نمایندهٔ دولت جمهوری اسلامی ایران در شهرستان اصفهان است که در شهر اصفهان واقع شده است. فرماندار کنونی اصفهان محمدعلی احمدی می‌باشد که اداره امور شهرستان اصفهان را برعهده دارد.
شهرستان اصفهان دارای ۱ بخش مرکزی، ۴ شهر اصفهان، بهارستان، زیار و قهجاورستان، ۷ دهستان براآن شمالی، براآن جنوبی، جی، کرارج، قهاب شمالی، قهاب جنوبی و محمودآباد و همچنین ۸۰ روستا است.
تأمین نظم و امنیت شهرستان به‌ویژه در مناسبت‌های ملی و مذهبی و کنترل اعتراضات و تجمعات کار اصلی فرمانداری است. بخش مرکزی دارای ۴ شهر است. کلانشهر اصفهان با جمعیت ۱٬۹۶۱٬۲۶۰ نفر، بهارستان با جمعیت ۷۹٬۰۲۳ نفر، زیار با جمعیت ۳٬۹۱۸ و قهجاورستان با جمعیت ۹٬۷۱۲ نفر. جمعیت شهری ۲٬۰۵۳٬۹۱۳ نفر، جمعیت روستایی ۷۷٬۰۵۷ نفر و جمعیت کل شهرستان ۲٬۱۳۰٬۹۷۰ نفر و مساحت شهرستان ۱۶۷۲ کیلومتر مربع است.
۱۳۵۵ فرمانداری اصفهان کلیه اراضی «کوه‌دنبه» واقع در منطقه دستگرد خیار در مسیر ذوب آهن آریامهر را ملی اعلام کرد.
در انتخابات مجلس ۱۳۹۵ با فشار دولت فرماندار مینو خالقی را رد صلاحیت کرد و رای‌ها را باطل کرد که خبر ساز بود.

###### برنامه‌ها
برگزاری انتخابات -ماده ۳۵ قانون و مواد ۲۲ و ۲۶ آیین‌نامه اجرایی انتخابات، فرماندار باید برای تشکیل هیئت‌های اجرایی ستاد انتخابات شهرستان اصفهان اقدام کند، راه‌اندازی کاروان‌های عزاداری و شادی، تأسیس شعب و دفاتر احزاب و گروه‌های سیاسی در شهرستان
چارت
- معاونت برنامه‌ریزی و توسعه
- کمیته فرعی گندم، آرد و نان شهرستان
- کمیته کارشناسی گندم آرد و نان استان
- کمیته اقدام مشترک تنظیم بازار شهرستان[۱۰]
- کارگروه استمهال وام کشاورزی
- مشترک منابع آب شهرستان و شهرداری[۱۱][۱۲]
- کارگروه اشتغال و سرمایه‌گذاری

حوزه فرماندار

| دبیرخانه دائمی اوقاف فراغت                  |
|                                             |
| ستاد کرونا - مجوز تردد صادر می‌کند.          |
|                                             |
| کارگروه اجتماعی فرهنگی سلامت زنان و خانواده |
|                                             |
| هماهنگی مبارزه با مواد مخدر                 |
|                                             |
| توسعه و ترویج فرهنگ ایثار و شهادت شهرستان   |
|                                             |
| شورای سالمندان                              |
|                                             |
| شورای اقامه نماز                            |
|                                             |
| کمیته تخصصی ازدواج و خانواده                |
|                                             |
| کارگروه کسب و کار پایدار بانوان             |
|                                             |

فرمانداری عضو شورای هماهنگی ترافیک استان نیز هست.
بودجه به‌گفته فرماندار اصفهان در سال ۱۳۹۸، ۷۶ میلیارد تومان به شهرستان اصفهان اختصاص داده شد که نسبت به سال ۱۳۹۷، ۴۰ درصد بیشتر است. همچنین در سال ۱۴۰۱، ۱۷۱ میلیارد تومان به شهرستان اصفهان اختصاص داده شد که نسبت به سال ۱۴۰۰، سه درصد بیشتر است.

## مردم‌شناسی

### دین
دین اکثریت مردم شهرستان اصفهان، اسلام و مذهب شیعه دوازده امامی است؛ البته اقلیت‌های مذهبی همچون مسیحی، ارامنه، زرتشتیان و کلیمیان نیز وجود دارند.

### زبان
زبان اکثریت قریب به اتفاق ساکنین شهرستان، فارسی و در بعضی از مناطق به زبان ولایتی یا فارسی، گروهی از ارامنه ساکن در اصفهان به زبان ارمنی و سایر اقوام موجود در مجموعه جمعیتی شهر اصفهان به زبانهای دیگر صحبت می‌کنند.

## مشاهیر
اصفهان از قدیم الایام یکی از شهرهای فرهنگی کشور بوده و امروزه نیز  بعنوان یکی از مراکز عمده فرهنگ و تمدن ایرانی و اسلامی بشمار می‌رود.
از جمله شخصیت‌های فرهنگی که در اصفهان بوده و از خود آثار مهمی بر جای گذاشته‌اند می‌توان اشخاص زیر را نام برد:
- صاحب بن عباد
- ابن سینا
- شیخ بهایی
- میرداماد
- خواجه نظام الملک
- میرفندرسکی
- علامه مجلسی
- ملاصدرا
- آیت الله سید ابوالحسن اصفهانی
- عباس مقتدایی خوراسگانی
- آیت الله میرزای نائینی
- آیت الله مدرس
- استاد جلال الدین همایی
- محمدتقی نجفی اصفهانی
- آیت الله جهانگیر خان قشقایی
- سید حسین خادمی

## تقسیمات کشوری
شهرستان اصفهان دارای ۱ بخش، ۷ دهستان و ۴ شهر به شرح زیر است:

### شهرستان اصفهان
| بخش   | مرکز بخش | جمعیت بخش ۱۳۹۵ | نام دهستان  | مرکز دهستان | جمعیت دهستان ۱۳۹۵ | شهر                             | جمعیت شهر ۱۳۹۵                               |
| ----- | -------- | -------------- | ----------- | ----------- | ----------------- | ------------------------------- | -------------------------------------------- |
| مرکزی | اصفهان   | ۲٬۱۳۰٬۹۷۰ نفر  | کرارج       | دشتی        | ۲۵٬۲۸۷ نفر        | اصفهان بهارستان قهجاورستان زیار | ۱٬۹۶۱٬۲۶۰ نفر ۷۹٬۰۲۳ نفر ۹٬۷۱۲ نفر ۳٬۹۱۸ نفر |
| مرکزی | اصفهان   | ۲٬۱۳۰٬۹۷۰ نفر  | براآن شمالی | دستجا       | ۱۷٬۷۲۶ نفر        | اصفهان بهارستان قهجاورستان زیار | ۱٬۹۶۱٬۲۶۰ نفر ۷۹٬۰۲۳ نفر ۹٬۷۱۲ نفر ۳٬۹۱۸ نفر |
| مرکزی | اصفهان   | ۲٬۱۳۰٬۹۷۰ نفر  | قهاب شمالی  | قهجاورستان  | ۱۳٬۳۵۵ نفر        | اصفهان بهارستان قهجاورستان زیار | ۱٬۹۶۱٬۲۶۰ نفر ۷۹٬۰۲۳ نفر ۹٬۷۱۲ نفر ۳٬۹۱۸ نفر |
| مرکزی | اصفهان   | ۲٬۱۳۰٬۹۷۰ نفر  | براآن جنوبی | زیار        | ۱۲٬۲۵۹ نفر        | اصفهان بهارستان قهجاورستان زیار | ۱٬۹۶۱٬۲۶۰ نفر ۷۹٬۰۲۳ نفر ۹٬۷۱۲ نفر ۳٬۹۱۸ نفر |
| مرکزی | اصفهان   | ۲٬۱۳۰٬۹۷۰ نفر  | قهاب جنوبی  | گورت        | ۴٬۵۴۱ نفر         | اصفهان بهارستان قهجاورستان زیار | ۱٬۹۶۱٬۲۶۰ نفر ۷۹٬۰۲۳ نفر ۹٬۷۱۲ نفر ۳٬۹۱۸ نفر |
| مرکزی | اصفهان   | ۲٬۱۳۰٬۹۷۰ نفر  | جی          | ارغوانیه    | ۳٬۶۱۹ نفر         | اصفهان بهارستان قهجاورستان زیار | ۱٬۹۶۱٬۲۶۰ نفر ۷۹٬۰۲۳ نفر ۹٬۷۱۲ نفر ۳٬۹۱۸ نفر |
| مرکزی | اصفهان   | ۲٬۱۳۰٬۹۷۰ نفر  | محمودآباد   | محمودآباد   | ۱ نفر             | اصفهان بهارستان قهجاورستان زیار | ۱٬۹۶۱٬۲۶۰ نفر ۷۹٬۰۲۳ نفر ۹٬۷۱۲ نفر ۳٬۹۱۸ نفر |

## جمعیت
براساس سرشماری عمومی نفوس و مسکن در سال ۱۳۹۵، جمعیت شهرستان اصفهان برابر با ۲٬۱۳۰٬۹۷۰ نفر بوده است.

## مراکز آموزشی
- دانشگاه اصفهان
- دانشگاه صنعتی اصفهان
- دانشگاه علوم پزشکی و خدمات درمانی اصفهان
- دانشگاه آزاد اسلامی واحد اصفهان
- دانشگاه هنر اصفهان
- دانشگاه پیام نور واحد اصفهان
- دانشگاه جامع علمی کاربردی واحد اصفهان
- دانشگاه فرهنگیان استان اصفهان
- دانشگاه پیام نور واحد خوراسگان
- دانشگاه غیرانتفاعی معارف قرآنی
- دانش پژوهان
- صبح صادق
- هشت بهشت
- علوم وفناوری سپاهان
- دانشگاه شهید اشرفی اصفهانی
- المهدی
- راغب اصفهانی صفاهان
- نقش جهان

## فرآورده‌های کشاورزی
از فراورده‌های شهرستان می‌توان به پنبه، تنباکو، غلات، برنج و صیفی‌جات اشاره کرد.